# 爆誕 -BAKUTAN-
『爆誕 -BAKUTAN-』（ばくたん）は、2020年12月9日にポニーキャニオンから発売された、日本のロックバンド・Non Stop Rabbitのメジャー1作目、通算3作目のフルアルバム。

## 背景とリリース
前作『細胞分裂』より約1年ぶりのフルアルバムとなり、メジャーデビュー後初となるアルバム。2020年以降にリリースされたシングル「全部いい」と「明るい歌」、10月28日に先行配信された「ALSO」と11月18日に先行配信された「BIRD WITHOUT」、12月2日に先行配信された「偏見じゃん」を含む全10曲を収録している。1曲目「ALSO」の先行配信開始日である10月28日に収録曲が発表された。
10月21日にアルバムのタイトルとジャケット写真が発表された。通常盤のジャケットは、メンバーと3人の実の父親で撮影されたジャケットとなっている。
初回限定盤と通常盤の2形態で発売され、初回限定盤に付属のDVDには「明るい歌」など4曲のMusic Clipやメイキング、スペシャル特典映像が収録された。
2020年12月3日までに楽天ブックスにて予約した場合、スペシャルメッセージ動画視聴QRコード付きオリジナル配送ボックスで配送された。

## ミュージック・ビデオ
※シングル収録曲は各リンクを参照。
ALSO
監督：瀬里義治 / 製作：SEP,inc.
コンセプトは「ガール・フィール・インペイシェント」。先行配信日の2020年10月28日にYouTubeで公開された。
BIRD WITHOUT
監督：鳥畑恵美莉 / 製作：SEP,inc.
コンセプトは「未完成」。先行配信日の2020年11月18日にYouTubeで公開された。
偏見じゃん
監督：flush & NEWTOWN  / 製作：NEWTOWN
歌詞の内容に登場する良くある偏見を再現している。多数のエキストラ俳優と元KAT-TUNの田中聖が出演している。先行配信日の2020年12月2日にYouTubeで公開された。

## 収録内容
| 全作詞・作曲: 田口達也、全編曲: 鈴木Daichi秀行 (Cubic Records.inc)。 |                    |          |            |      |
| #                                                                    | タイトル           | 作詞     | 作曲・編曲 | 時間 |
| 1.                                                                   | 「ALSO」           | 田口達也 | 田口達也   | 3:12 |
| 2.                                                                   | 「明るい歌」       | 田口達也 | 田口達也   | 3:58 |
| 3.                                                                   | 「TABOO」          | 田口達也 | 田口達也   | 3:45 |
| 4.                                                                   | 「BIRD WITHOUT」   | 田口達也 | 田口達也   | 3:49 |
| 5.                                                                   | 「愛のPULSE」      | 田口達也 | 田口達也   | 4:46 |
| 6.                                                                   | 「音の祭」         | 田口達也 | 田口達也   | 4:04 |
| 7.                                                                   | 「全部いい」       | 田口達也 | 田口達也   | 5:20 |
| 8.                                                                   | 「ハニートラップ」 | 田口達也 | 田口達也   | 4:15 |
| 9.                                                                   | 「最後のキス」     | 田口達也 | 田口達也   | 5:07 |
| 10.                                                                  | 「偏見じゃん」     | 田口達也 | 田口達也   | 4:35 |
| 合計時間:                                                            | 合計時間:          | 42:55    |            |      |

| 監督(+Making): 古谷弘毅。 |                                                                      |      |            |                              |
| #                         | タイトル                                                             | 作詞 | 作曲・編曲 | 監督                         |
| 1.                        | 「「ALSO」Music Clip +Making」                                       |      |            | 瀬里義治 (Music Clip)        |
| 2.                        | 「「BIRD WITHOUT」Music Clip +Making」                               |      |            | 鳥畑恵美莉 (Music Clip)      |
| 3.                        | 「「偏見じゃん」Music Clip +Making」                                 |      |            | flush & NEWTOWN (Music Clip) |
| 4.                        | 「「明るい歌」Music Clip」                                           |      |            | 田口達也                     |
| 5.                        | 「Making of Jacket Shooting」                                        |      |            | 古谷弘毅                     |
| 6.                        | 「Special Footage 「いきなり元カノに電話でメジャーデビュー報告！」」 |      |            | 田口達也                     |

## 楽曲詳細
ALSO
2020年10月28日に先行配信リリースされた楽曲。Non Stop Rabbitのラジオレギュラー番組『Non Stop Radio〜真夜中の無料案内所〜』の10月20日の放送にて初公開された。本人達は、この曲について『私面想歌に匹敵するメンヘラダークロック』であると話している。エフエム岐阜の2020年11月POWER PLAYに選出された。
明るい歌
2020年8月5日に配信シングルとしてリリースされた楽曲で、TAKAZEN CMソングに起用されていた。2020年3月に新型コロナウイルスの影響により中止となった豊洲PITでのライブ後に開催する予定となっていた8月30日に、LINE CUBE SHIBUYA（渋谷公会堂）でのワンマンライブも新型コロナウイルスの感染状況を考慮し、開催および生配信を中止する事になりその想いを込めた楽曲となっている。
TABOO
田口達也が尊敬している人物織田信長を題材として制作された楽曲。
BIRD WITHOUT
2020年11月18日に先行配信リリースされた楽曲で、ピッコマ「俺だけレベルアップな件」篇CMソングに起用されていた。Non Stop Rabbitのラジオレギュラー番組『Non Stop Radio〜真夜中の無料案内所〜』の11月10日の放送にて初公開された。2020年11月28日にYouTubeチャンネル「blackboard」にて一発取りの演奏が行われた。
愛のPULSE
ダンス・ポップ要素の強い楽曲だということから、太我曰く、ドラムで大人っぽさを出すフレーズを叩くことに苦労したという。
音の祭
"音楽の価値"をテーマに制作された楽曲となっている。
全部いい
2020年3月2日に配信リリースされた「全部いい (DEMO TRACK)」の完成版である。元々はこの楽曲が制作される予定は無かったが、豊洲PITにて開催される予定だった「LiveTour2020〜武道館を狙うたてがみの生えたウサギ〜」の最終公演が中止となってしまい、中止を決定した際の田口達也自身のファンへの想いや心情をポジティブに表現した歌となっている。アルバム収録の際、曲名は「全部いい (complete version)」となる予定だったが変更された。
ハニートラップ
この曲について、達也は「誰もが陥ることなので、もし俺たち3人の誰かがひっかかったとしても許してくれと最初に謝っておこうと思って作りました」と述べており、晴人は「自分達がハニートラップに引っかかった時の伏線となる曲」だと述べている。
最後のキス
本作唯一のバラード曲であり、本人曰くボーカルは200回ほど録り直したという。発売後にABCテレビのドラマ+『ももいろ あんずいろ さくらいろ』の主題歌に起用され、2021年2月19日に配信限定シングルとしてリカットされた。
偏見じゃん
2020年12月2日に先行配信された楽曲で、同日YouTubeにてミュージックビデオが公開された。曲の間奏にパッヘルベル作曲の「カノン」がギターで演奏されている。アルバム発売前の2020年10月16日よりYouTubeのバラエティチャンネルの動画の冒頭にて「偏見じゃん」というワードを使用した本曲を匂わせるネタが行われており、アルバム発売後の動画でも2021年1月31日まで行われていた。配信前の2020年11月24日からはTikTokのみで楽曲の一部が先行配信され、視聴できるようになっていた。メディアでは、TBS系『CDTVサタデー』12月度エンディングテーマに決定し、12月6日の放送から起用された他、NACK5の2020年12月度前期POWER PLAYの選出や、2020年12月31日放送の『CDTV ライブ！ライブ！年越しスペシャル 2020→2021』にて披露された。

## タイアップ
| 年     | 楽曲         | タイアップ                                      |
| ------ | ------------ | ----------------------------------------------- |
| 2020年 | 明るい歌     | TAKAZEN CMソング                                |
| 2020年 | BIRD WITHOUT | ピッコマ「俺だけレベルアップな件」篇CMソング    |
| 2020年 | 偏見じゃん   | TBS系『CDTVサタデー』12月度エンディングテーマ   |
| 2021年 | 最後のキス   | ドラマ+『ももいろ あんずいろ さくらいろ』主題歌 |
| 2021年 | 全部いい     | 「株式会社キョウデン」テレビCMソング            |

## テレビ出演
| 番組名                                              | 日付                       | 放送局         | 演奏曲       |
| --------------------------------------------------- | -------------------------- | -------------- | ------------ |
| ミュージックHEAVEN                                  | 2020年12月8日（7日深夜）   | テレビ埼玉     | 偏見じゃん   |
| BomberE                                             | 2020年12月15日（14日深夜） | メ〜テレ       | BIRD WITHOUT |
| BomberE                                             | 2020年12月15日（14日深夜） | メ〜テレ       | 偏見じゃん   |
| CDTV ライブ！ライブ！年越しスペシャル 2020→2021     | 2020年12月31日             | TBS            | 偏見じゃん   |
| しおこうじ玉井詩織×坂崎幸之助のお台場フォーク村NEXT | 2021年3月17日              | フジテレビNEXT | 最後のキス   |

## クレジット
Non Stop Rabbit
矢野晴人 / 田口達也 / 太我
レコーディング
Producer & Arranger : 鈴木Daichi秀行 (Cubic Records.inc)
Director : 中西克仁 (PONYCANYON INC.)
Recorded by 鈴木Daichi秀行､木村信章 at STUDIO CUBIC
Mixed by 鈴木Daichi秀行 at STUDIO CUBIC
Mastered by 多田雄太 (PONYCANYON INC.) at Pony Canyon Mastering
アートワーク
Art Direction & Design : 飯島伸明 (PCP)
Photography : 宮脇 進
Styling : 内田孝昭
Hair & Make-up : 山口 淳
Shooting Coordinator : 木下由浩 (PCP)